# Комишанка (Каховський район)
Комиша́нка — село в Україні, у Каховському районі Херсонської області. Населення становить 229 осіб. 24 лютого 2022 року село тимчасово окуповане російськими військами під час російсько-української війни.

## Населення

### Мова
Розподіл населення за рідною мовою за даними перепису 2001 року:
| Мова            | Кількість | Відсоток |
| --------------- | --------- | -------- |
| українська      | 211       | 92.14%   |
| російська       | 14        | 6.12%    |
| білоруська      | 2         | 0.87%    |
| інші/не вказали | 2         | 0.87%    |
| Усього          | 229       | 100%     |